# 오사카조키타즈메역
오사카조키타즈메역(일본어: 大阪城北詰駅, おおさかじょうきたづめえき 오사카 성 키타즈메 역[*])은 일본 오사카부 오사카시 미야코지마구에 있는 서일본 여객철도(JR 서일본) JR 도자이 선의 철도역이다. 역의 상징은 '표주박'.

## 개요 및 역 구조
1면 2선의 섬식 플랫폼이 있는 지하역. 곡선 상에 있기 때문에, 승강시에는 사이에서 램프가 점등한다. 플랫폼에 설치되어 있는 엘리베이터는 개찰구 층까지 올라가는 방향으로만 사용할 수 있다.
역 콩코스는 플랫폼과 같이 곡선형을 띠고 있다.
출입구는 가타마치 교차점 부근에 2개소, 다이코엔 부근에 1개소가 존재한다. 개찰구는 한 곳에만 존재.
ICOCA, J스루 카드 및 상호 이용 대상 카드를 이용할 수 있다.

### 승강장
↑ 아마가사키 방면
| １２ |
교바시 방면 ↓
| 1 | ■ JR 도자이 선 (하행) | 기타신치·아마가사키·다카라즈카·산노미야 방면 |
| 2 | ■ JR 도자이 선 (상행) | 교바시·시조나와테·마쓰이야마테·나라 방면     |

## 역세권 정보 및 이용 상황
오사카성이나 오사카 성 공원, 오사카 비즈니스 파크, 오사카 시립 도시마 도서관 등이 있다.
2006년도의 1일 평균 승차 인원수는 약 4, 272명(오사카 통계 연감에서)으로, JR 도자이 선내에서는 최소 승차량이다.

## 역사
가타마치 선 (갓켄토시 선)의 종점역으로 1895년에 개업했던 가타마치역이, 1997년 3월 JR 도자이 선 개업으로 폐지되고, 대신해 그 자리에 들어선 역이다.
- 1997년 3월 8일 - JR 도자이 선과 동시 개업.

## 인접역 정보
| 서일본 여객철도 JR 도자이 선 | 서일본 여객철도 JR 도자이 선                            | 서일본 여객철도 JR 도자이 선          |
| ---------------------------- | ------------------------------------------------------- | ------------------------------------- |
| 교바시 시조나와테·기즈 방면  | ● JR 도자이 선 ■ 쾌속, ■ 구간 쾌속, ■ 직통 쾌속, ■ 보통 | 오사카텐만구 다카라즈카·산노미야 방면 |

## 같이 보기
- 가타마치역